# Marias kleiner Esel und die Flucht nach Ägypten
Marias kleiner Esel und die Flucht nach Ägypten (schwedisch Marias lilla åsna & Åsnan och barnet) ist ein Buch von Gunhild Sehlin. Es enthält die Geschichten Marias kleiner Esel (schwedisch Marias lilla åsna) und Die Flucht nach Ägypten (schwedisch Åsnan och barnet).
Die Geschichten wurden unter dem Titel Marias kleiner Esel als Zeichentrickserie verfilmt.

## Handlung

### Marias kleiner Esel
Der kleine, störrische Esel bekommt eine wichtige Aufgabe: Er soll Josef und die schwangere Maria auf dem Weg von Nazareth nach Bethlehem begleiten. Dabei beschützt er diese nicht nur, sondern zeigt ihnen auch den Weg zu dem Stall, in dem Maria schließlich ihr Kind gebärt.

### Die Flucht nach Ägypten
Als Herodes droht alle neugeborenen Jungen zu töten, hilft der kleine Esel Maria, Josef und deren Sohn Jesus nach Ägypten zu fliehen. Dabei rettet er diese immer wieder vor der Entdeckung. Jahre später ist Herodes tot und der Esel kehrt mit der Familie nach Nazareth zurück.

## Hintergrund
Marias lilla åsna (Marias kleiner Esel) wurde 1962 in Schweden beim Hugo Gebers Verlag veröffentlicht. Die Geschichte wurde von Gunhild Sehlin geschrieben und von Olle Poignant illustriert. 1963 erschien die deutsche Ausgabe des Buches, illustriert von Heide Kurz. 1964 erschien das Nachfolgebuch Åsnan och barnet (Der Esel und das Baby) ebenfalls in Schweden beim Hugo Gebers Verlag. Auch diese Ausgabe wurde illustriert von Olle Poignant. In Deutschland wurde dieses Buch nicht veröffentlicht. Die Geschichte erschien jedoch 1981 in dem Buch Marias kleiner Esel und die Flucht nach Ägypten gemeinsam mit dem Vorgänger. Seit 1981 werden die beiden Geschichten in Deutschland oft zusammen veröffentlicht. Spätere Ausgaben wurden von Benjamin König illustriert. Außerhalb von Schweden wurde Åsnan och barnet hauptsächlich innerhalb einer Gesamtausgabe veröffentlicht und selten einzeln. In Schweden hingegen werden die Bücher vorwiegend einzeln herausgebracht. Allerdings gibt es auch in Schweden eine Gesamtausgabe, die 1995 veröffentlicht wurde.
Die Geschichte von Marias kleiner Esel wird immer wieder in Familiengottesdiensten genutzt. Auch in Kindergärten und Schulen wird den Kindern mithilfe der Erzählung die Weihnachtsgeschichte etwas näher gebracht.
Außerdem wurde die Geschichte zu einem Theaterstück umgeschrieben. Hierzu wurden Puppenfiguren genutzt. Das Theaterstück wurde im Kulturhaus „Mühle“ in Oberteuringen, im Vorderhaus – Kultur in der Fabrik in Freiburg im Breisgau, im Saal im Alten Landratsamt in Balingen, im Kultur Kabinett Stuttgart aufgeführt. Das Theaterstück ist für Kinder ab vier Jahren geeignet.
Die Geschichten wurden als Marias kleiner Esel verfilmt und auf DVD veröffentlicht.

## Merchandise
Ein Adventskalender, der sich an dem Buch Marias kleiner Esel und die Flucht nach Ägypten orientiert, wurde veröffentlicht. Außerdem wurde eine Adventslaterne gestaltet.

## Ausgaben
Schweden
- Gunhild Sehlin (1962): Marias lilla åsna, Stockholm: Geber, illustriert von Olle Poignant (schwedische Originalausgabe)
- Gunhild Sehlin (1964): Åsnan och barnet, Stockholm: Geber, illustriert von Olle Poignant (schwedische Originalausgabe)
- Gunhild Sehlin (1995): Marias lilla åsna; & Åsnan och barnet, Stockholm: Norstedts, illustriert von Olle Poignant (schwedische Ausgabe)

Deutschland
- Gunhild Sehlin (1963): Marias kleiner Esel, Stuttgart: Thienemann, illustriert von Heide Kurz, aus dem Schwedischen übersetzt von Katja Nordmann-Mörike
- Gunhild Sehlin (1981): Marias kleiner Esel und die Flucht nach Ägypten, Stuttgart: Urachhaus, illustriert von Olle Poignant, aus dem Schwedischen übersetzt von Katja Nordmann-Mörike

Hörbücher
- Gunhild Sehlin (1992): Marias kleiner Esel: eine Weihnachtslegende, München: Schneider, Erzähler: Klaus Havenstein, Liedertexte und Regie: Marita Köster, ISBN 978-3-938482-15-5 (gekürztes Hörbuch, 1 Kompaktkassette)
- Gunhild Sehlin (2005): Marias kleiner Esel, Audiolino, Erzähler: Rolf Becker, ISBN 978-3-938482-15-5 (gekürztes Hörbuch, 1 CD)

## Rezeption
Bei Goodreads hat die Gesamtausgabe 4,42 Punkte von 5.
Matthias Fersterer von Oya lobt „stimmungs- und liebevolle Bilder“. Diese würden der „Erzählung neue atmosphärische Tiefe“ geben.
Bei Goodreads hat die Erzählung Marias kleiner Esel 4,38 Punkte von 5.
Das Staatsinstitut für Schulqualität und Bildungsforschung findet, dass die Geschichte „in einer sorgfältigen, poetischen Sprache abgefasst“ sei. Die „kindliche Sanftmut Marias und die Fröhlichkeit des kleinen Esel“ würden den Leser „anrühren“. Der Geschichte liege „eine tiefe, selbstverständliche Gläubigkeit zu Grunde, die ein Abdriften ins Rührselige oder Kitschige“ verhindere. Es handele sich um ein „sehr empfehlenswertes Vorlesebuch für die Vorweihnachtszeit in der 1. bis 3. Grundschulklasse“.
Birgit Saager von lehrerbibliothek.de findet es gut, dass die Geschichte den Esel, ohne den Maria und Josef niemals nach Bethlehem gelangt wären, in den Mittelpunkt rückt. Der Esel werde „zu einem Freund und fast zu einem Familienmitglied“.
Stephi Hermann findet, dass es sich um eine der schönsten Weihnachtsgeschichten für Kinder handelt, „die ihnen auf wunderschöne Art und Weise die Weihnachtsgeschichte näher bringt“.